# Niccolò Bonacchi
Niccolò Bonacchi (Pescia, 1º novembre 1994) è un nuotatore italiano. Ha partecipato agli europei vasca corta 2012 e 2013.

## Palmarès
- Mondiali in vasca corta

Doha 2014: bronzo nella 4x50m misti mista.
- Europei in vasca corta

Herning 2013: bronzo nella 4x50m misti mista.
- Giochi del Mediterraneo

Mersin 2013: oro nella 4x100m misti e argento nei 50m dorso.
Tarragona 2018: argento nei 50m dorso.
- Giochi mondiali militari

Mungyeong 2015: bronzo nei 50 m dorso.
Wuhan 2019: bronzo nei 50 m dorso.
- Mondiali giovanili

Lima 2011: bronzo nei 50m dorso.
- Europei giovanili

Belgrado 2011: oro nella 4x100m misti, argento nei 50m dorso e nei 100m dorso.
Anversa 2012: oro nei 50m dorso e bronzo nei 100m dorso.